# Д (паровоз)
Д — обозначение, данное в 1912 г. сериям русских пассажирских паровозов постройки 1883—1906 гг. с осевыми формулами 1-2-0, 0-2-1, 2-2-1 и части 2-2-0 — Двухпарок (т.е. паровозов с двумя сцепными осями), не вошедших в другие серии. Поскольку локомотивы оказались разных типов, большая их часть получило помимо литеры надстрочный индекс, показывающий внутрисерийные различия.
Литерой Д безо всяких индексов были обозначены паровозы Коломенского завода типа 1-2-0, построенные для Среднеазиатской и Закавказской железных дорог. На последней — чтобы водить поезда между Тифлисом, Михайловым и Баку. Обозначение ДК получили паровозы того же, Коломенского, завода типа 2-2-0, выпущенные для Петербургско-Варшавской железной дороги. Машины оказались скоростными, но малоэкономичными из-за неудовлетворительного парораспределения. Паровозы ДЖ были сделаны из паровозов прежней серии Б — коломенских, 1875 г. выпуска. Переделка осуществлялась в несколько этапов, с 1902 по 1906 гг., в Ростовских железнодорожных мастерских, откуда и индекс: «ж» — железнодорожные мастерские. Получившиеся локомотивы оказались также неэкономичными.
Дольше всего на русских и советских дорогах прослужили паровозы типа 1-2-0: ещё в 1917 г. их числилось 13 из 26-и построенных. Из других двухпарок серии Д к этому времени на поездной работе остались единицы.